# 世界貿易組織第七次部長級會議
世界貿易組織第七次部長級會議於2009年11月30日在瑞士日内瓦舉行，是第六次會議的延續。
按世貿的規定，每次的會議須於上一次會議決定其開會的日期和地點，但由於各成員仍末達成共識，於全體理事會再行決定其開會的日期和地點。该组织的第七届部长级会议将于11月30日至12月2日在日内瓦举行，会议的主题为“世贸组织、多边贸易体系和当前全球经济环境”。会议未能在推动多哈回合谈判方面取得明显进展，但继续承诺2010年结束多哈回合谈判。